# Višje sodišče v Ljubljani
Višje sodišče v Ljubljani je višje sodišče Republike Slovenije s sedežem v Ljubljani. Trenutni predsednik (2007) je Jernej Potočar.
Pod to višje sodišče spadajo naslednja okrajna sodišča:
- Okrajno sodišče v Ljubljani
- Okrajno sodišče v Domžalah
- Okrajno sodišče v Grosupljem
- Okrajno sodišče v Kamniku
- Okrajno sodišče v Kočevju
- Okrajno sodišče v Cerknici
- Okrajno sodišče v Trbovljah
- Okrajno sodišče na Vrhniki
- Okrajno sodišče v Litiji

## Sodniki Višjega sodišča v Ljubljani

### Oddelek za civilno sodstvo
DUŠAN BARIČ
dr. VESNA BERGANT RAKOČEVIĆ
ANTON BIZJAK
BOJAN BREZNIK 
MARKO BRUS
KARMEN CERANJA
MATEJ ČUJOVIČ
MOJCA HRIBERNIK
MAJDA IRT
BLANKA JAVORAC ZAVRŠEK
ALENKA KOBAL VELKAVRH
TANJA KUMER
NATAŠA LOŽINA
MAJDA LUŠINA
POLONCA MARJETIČ ZEMLJIČ
BRIGITA MARKOVIČ
KATARINA MAROLT KURET
MILAN MESOJEDEC
MILAN MLINAR
BARBKA MOČIVNIK ŠKEDELJ
KATARINA PARAZAJDA
TOMAŽ PAVČNIK 
TADEJA PRIMOŽIČ
GORDANA RISTIN
PETER RUDOLF
ZVONKO STRAJNAR
DANILO UKMAR
MAJDA URH
IRENA VETER 
BARBARA ŽUŽEK JAVORNIK

### Oddelek za kazensko sodstvo
MILENA JAZBEC LAMUT
Mitja KOZAMERNIK
MATEJA LUŽOVEC
JANKO MARINKO
TATJANA MERČUN
IGOR MOKOREL
JERNEJ POTOČAR
ALIJANA RAVNIK
MITJA ŠINKOVEC
MILAN ŠTRUKELJ
MARJETA ŠVAB ŠIROK
VERA VATOVEC
SILVANA VREBAC ARIFIN
STANKA ŽIVIČ

### Oddelek za prekrške
JELKA BELAVIČ
ŽIVA BUKOVAC
BARBRA KAVEČIČ
MATEJA TONI
DRAGAN VUKOVIČ

### Oddelek za gospodarsko sodstvo
Irena DOVNIK
MILOJKA FATUR JESENKO
RENATA HORVAT
VESNA JENKO 
MAJA JURAK
LIDIJA LESKOŠEK NIKOLIČ
Mateja LEVSTEK
NADA MITROVIĆ
LADISLAVA POLONČIČ
MARUŠKA PRIMOŽIČ
NEVENKA RIHAR
FRANC SELJAK
ANDREJA STRMČNIK IZAK
MAGDA TEPPEY
Tadeja ZIMA JENULL

### Oddelek za izvršilno sodstvo
IRENA BALAŽIC
MAGDA GOMBAČ GLUHAK
URŠKA JORDAN
METODA OREHAR IVANC
DAMJAN OROŽ
TJAŠA POTPARIČ JANEŽIČ
STANKO RAPE
MARTINA ŠETINC TEKAVC
ELIZABETA ŽGAJNAR 